# Fenyőszender
A fenyőszender (Sphinx pinastri) a szenderfélék családjába tartozó, Eurázsiában, Észak-Afrikában és Észak-Amerikában honos lepkefaj. 

## Megjelenése
A fenyőszender szárnyfesztávolsága 6,5-9 cm. Feje nyújtott, csápja egyenletesen vastag, a töve felé kissé vékonyodó. Tora hamuszürke, kétoldalt sötétbarna sávval. Potroha világosszürke-sötétszürkén csíkozott. A potrohon közepén sötétbarna vonal húzódik, kétoldalt széles sötét hamuszürke sávval. Az elülső szárny elülső és belső szegélye szinte egyenes. Hátsó szárnya nyújtott, szögletei lekerekítettek. Az elülső szárny alapszíne hamvas hamuszürke, rajta barna, sötétbarna vagy szürke sávokkal és nyílfoltokkal. A hosszában húzódó harántsáv felszakadozott. A hátsó szárny barnásszürke, rajzolata alig látható. A szárnyak fonákja szürkésbarna, a harántsávok a hátulsó szárnyon elmosódva, az elülsőn nem vagy alig látszanak. A szárnyak rojtja sötétbarna és gyöngyfehér.
A szárnyak mintázatának intenzitása változékony lehet.
Petéje világoszöld vagy sárgászöld, kicsi, tojásdad.
Hernyójának alapszíne zöld, rajta hosszanti fehér vagy halványsárga csíkozással. Hátán vörösbarna sáv húzódik végig. Feje sárgásbarna. Testvégi szarva fekete. A légzőnyílásokat vörös udvar veszi körül. 

### Hasonló fajok
Magyarországon nem él hasonló faj. 

## Elterjedése
Északnyugat-Afrikától Európán keresztül egészen Japánig megtalálható. Afrikai, ibériai és délfrancia populációit anatómiai eltérések alapján egyes szerzők Sphinx maurorum néven külön fajnak tekintik. Szórványosan Észak-Amerikában is előfordul, valószínűleg behurcolták. Magyarországon mindenütt előfordulhat. 

## Életmódja
Fenyvesekben, kertekben, parkokban él. 
Évente két (hűvösebb éghajlaton egy) nemzedéke repül április-júniusban és július-szeptemberben. Alkonyattól késő éjjelig aktív, a fények vonzzák. Különféle virágok nektárját szívogatja, napközben a fenyőfák törzsén pihen. Hernyója különféle fenyők (főleg erdei- és lucfenyő) tűleveleivel táplálkozik. A talaj felső rétegében vagy a moha között bábozódik be, az őszi bábok áttelelnek.
Magyarországon nem védett.

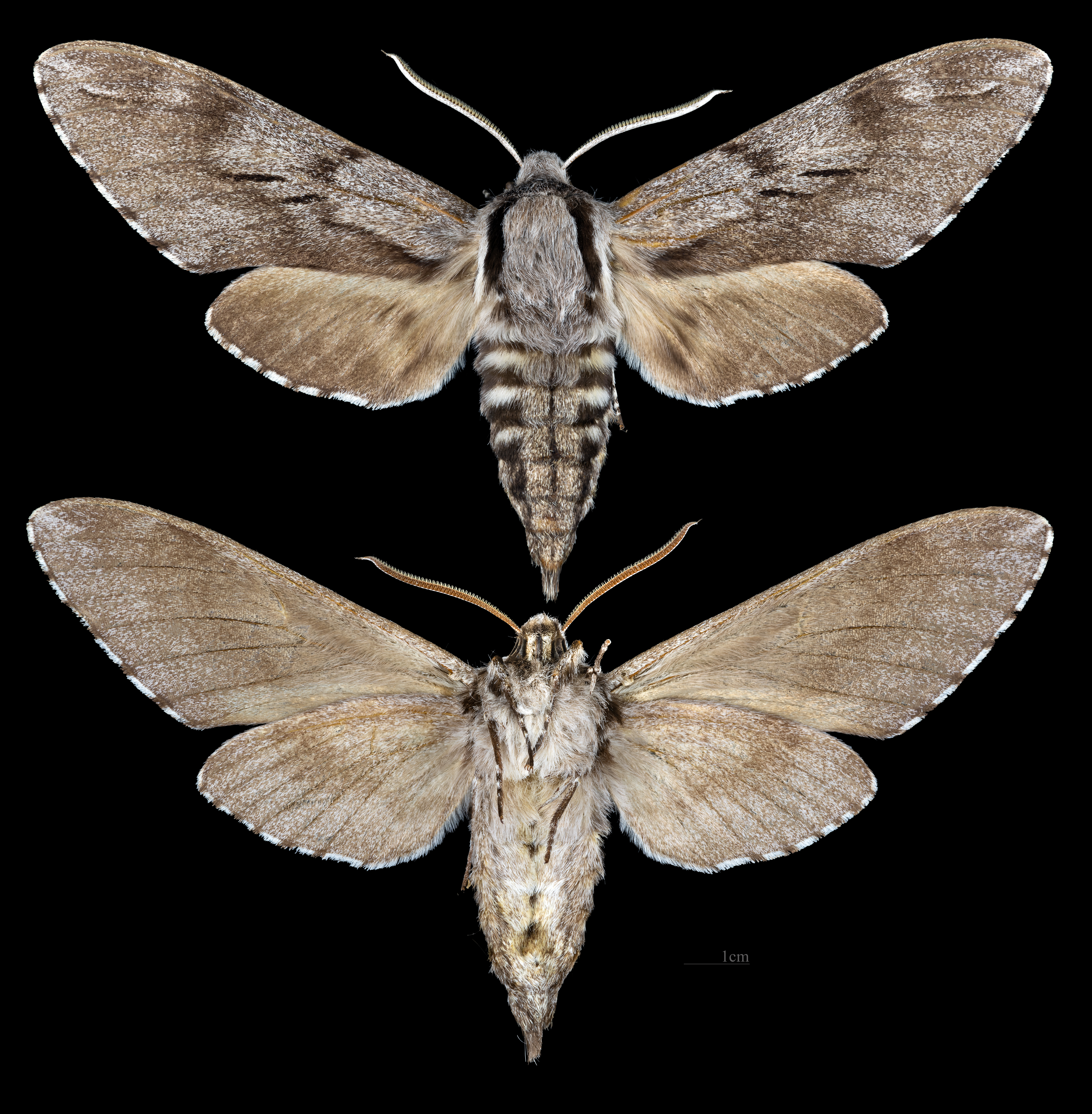
Hím
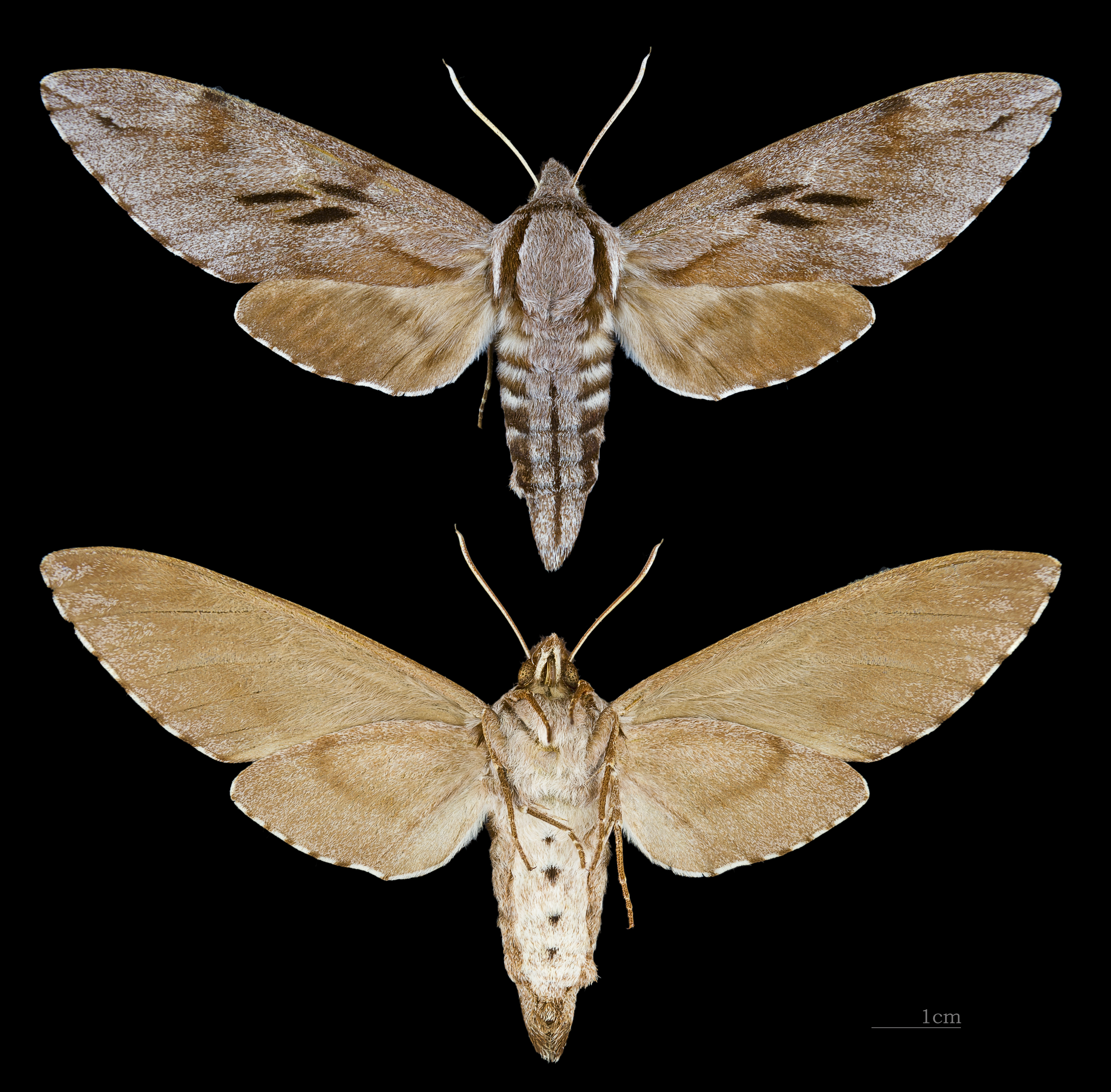
Nőstény
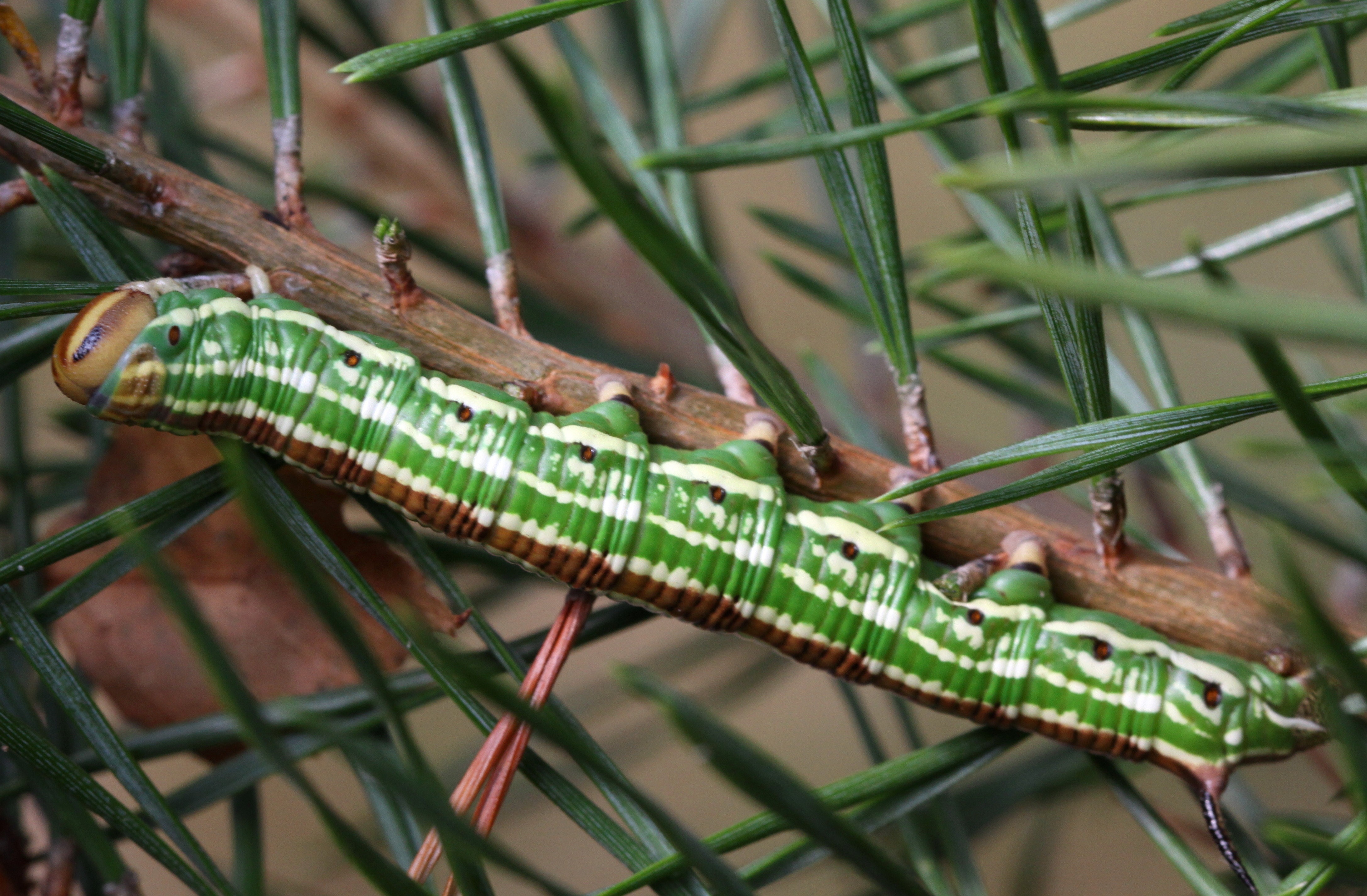
Hernyó
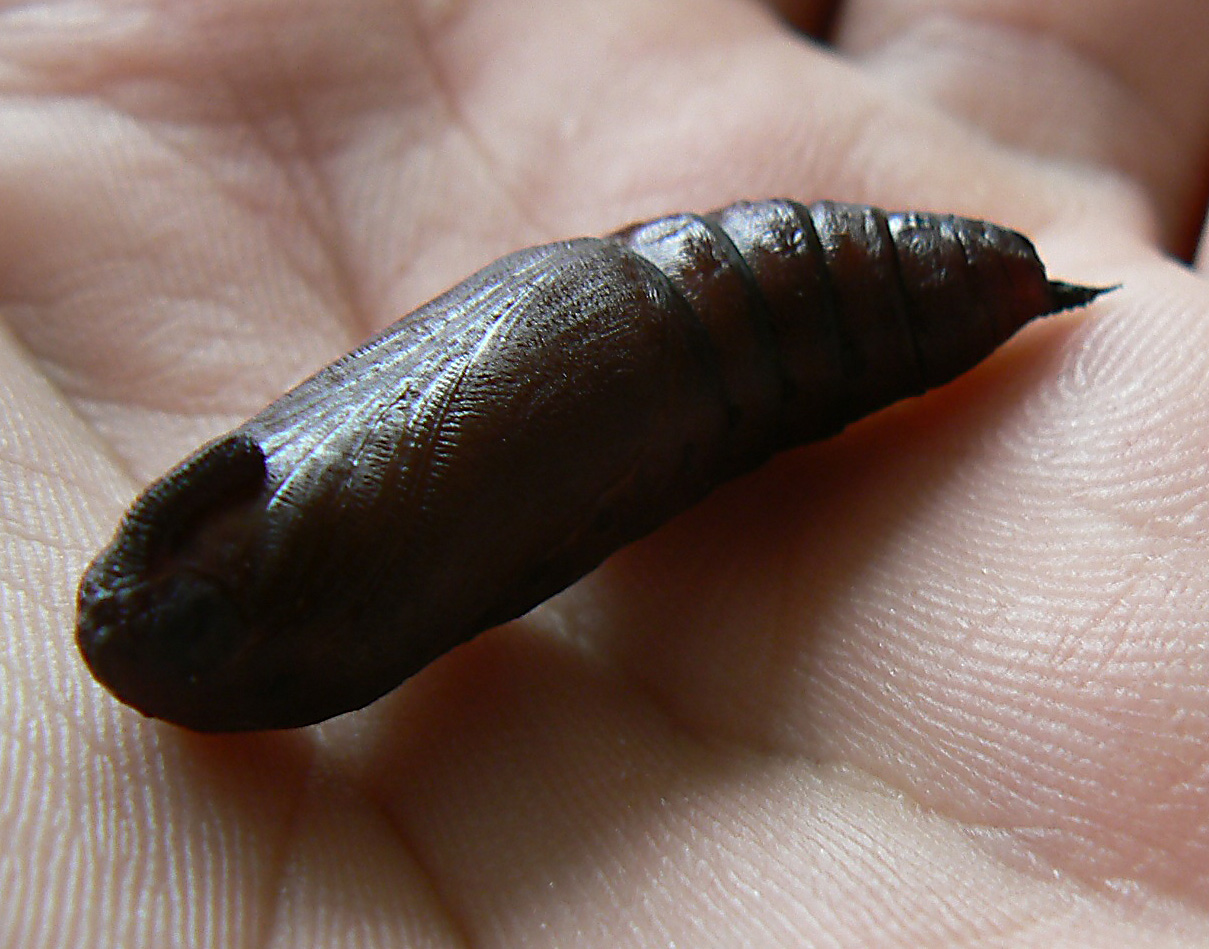
Báb
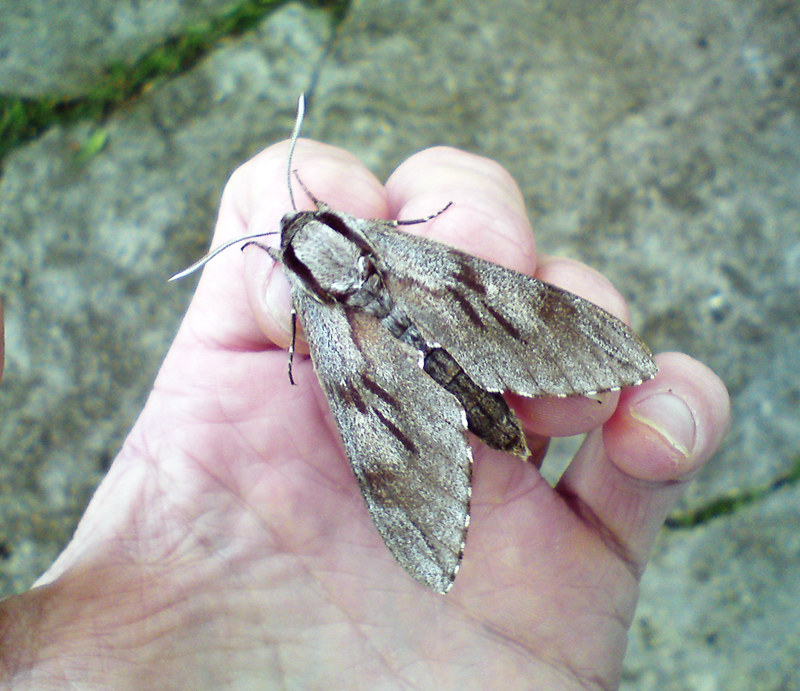